# Die Eroberung der inneren Freiheit
Die Eroberung der inneren Freiheit ist ein deutscher Dokumentarfilm von Aleksandra Kumorek und Silvia Kaiser aus dem Jahr 2010.

## Handlung
Die Berliner Haftanstalt JVA Tegel, Europas größter Männerknast, ließ sich im Jahr 2000 auf ein weltweit einmaliges Experiment ein: Strafgefangene betreiben Philosophie. Gemeinsam mit dem Philosophen Horst Gronke und Peter Brune reflektieren die Gefangenen in sokratischen Gesprächen sich selbst und hinterfragen ihr eigenes Wertesystem.
Zu welchen Veränderungen ist ein Mensch in der Lage? Können Gefangene das alte Wertesystem hinter sich lassen und kann die Philosophie dabei helfen, das Fundament der eigenen Persönlichkeit zu ergründen? Ohne die Verbrechen der Gefangenen zu relativieren, hinterfragt der Film die Motivationen von Straftätern, lässt sie kritisch über sich selbst und ihre Taten nachdenken – und darüber, wie man sich in der extremen Atmosphäre des Knastes ein Stück innere Freiheit bewahrt.

## Kritiken
- „Ein großer, kleiner, ein wunderbarer Film.“ (Dirk Pilz, Berliner Zeitung)[1]
- „So hat man schwere Straftäter noch nie betrachtet. Nach dem Film fällt es einem leichter, an das Gute im Menschen zu glauben.“ (Martin Schwarzbeck, Zitty)[2]

## Auszeichnungen
- 52. DOK Leipzig (Preis der Jugendjury)